# 奎榮
奎榮（1832年—1911年12月4日），字聚五，哈喇額岳特氏，漢姓花，成都駐防正紅旗蒙古人，歷官四川南充縣、峨眉縣、三臺縣、犍為縣、彭水縣、慶符縣、長寧縣諸縣知縣，辛亥革命期間絕食殉國。

## 生平
同治三年甲子科帶補辛酉科，中式繙譯舉人，國史館收掌官，同治十三年（1864年），中式甲戌科繙譯進士，以知縣用，發往四川任職。奎榮篤嗜程、朱著作书，且務必躬行。其性格温厚，惟恐言語傷人。初任南充縣知縣，光緒八年署峨眉縣，留意風化，捐俸祿買書，親自在書院講授。光緒十五年四月署三台縣知縣，二十二年題署犍為縣知縣，二十三年調補彭水縣知縣，二十四年四月初六日到任，三十一年正月告請病假，交卸回省，捐居宅爲學校使用。
宣統三年（1911年）保路運動爆發，總督趙爾豐待之過急，奎榮歎息道：“损下益上失民心，蜀祸将自此始”，於是搬到郊外居住。保路同志軍起，又遷入城中。十月初四日，四川紳民逼迫總督交出政权，又有北京失守傳言，奎榮於是託病不食。有人勸其年事已高，不要折磨自己。奎榮慨然道：“國事如此，吾輩尚偷生耶？”至十四日餓死，年八十。《清史稿》有傳。

## 延伸阅读
[在维基数据编辑]
 《清史稿·卷496》，出自趙爾巽《清史稿》